# Secret Agent (Robin Gibb)
Secret Agent è il terzo album  del cantante Robin Gibb, pubblicato nel 1984.
Testi e musiche sono di Robin Gibb e del gemello Maurice Gibb, ad eccezione dei brani In Your Diary e Livin' in Another World dove è intervenuto anche il loro fratello Barry Gibb.
Il disco è  stato prodotto da Maurice Gibb e Robin Gibb.

## Tracce
1. Boys Do Fall in Love
2. In Your Diary
3. Robot
4. Rebecca
5. Secret Agent
6. Livin' in Another World
7. X-Ray Eyes
8. King of Fools
9. Diamonds